# 牧野節成
牧野 節成（まきの ときしげ）は、江戸時代後期の大名。丹後国田辺藩の第8代藩主。丹後田辺藩牧野家9代。

## 略歴
文化7年（1810年）3月27日、牧野允成（第6代藩主・牧野宣成の次男）の長男として誕生した。文政7年（1824年）8月に伯父で第7代藩主である牧野以成の養子となり、文政8年（1825年）11月16日に以成が隠居したため家督を継いだ。
文政11年（1828年）2月と天保3年（1832年）2月に大坂加番代を務め、のちには奏者番にも任じられた。藩政では文学の奨励に努めている。
嘉永5年（1852年）6月5日、病を理由に家督を長男の誠成に家督を譲って隠居した。文久元年（1861年）8月29日に江戸で死去した。享年52。

## 系譜
- 父：牧野允成
- 母：田中氏
- 養父：牧野以成（1788年 - 1833年）
- 正室：サダ - 貞、観光院、青山忠裕養女、青山幸孝の娘
  - 長男：牧野誠成（1832年 - 1869年）
- 生母不明の子女
  - 女子：寿松院 - 松平乗喬正室
  - 女子：春林院 - 青山忠敏正室
  - 三女：辰子（ときこ） - 立花種恭正室
  - 五女：森川俊方正室